# Robert Hales
Robert Hales är en brittisk grafisk formgivare och musikvideoregissör. Hales har regisserat musikvideor till artister som Jet, The Veronicas, Fuel, Stereophonics, The Donnas, Justin Timberlake, Nine Inch Nails, Miley Cyrus, Gnarls Barkley och Crowded House. Den 31 augusti 2006 belönades han med en MTV Video Music Award för att ha regisserat videon till Gnarls Barkleys singel "Crazy".
Hales regisserade videon till Justin Timberlakes "LoveStoned/I Think She Knows" och Britney Spears animerade video till "Break the Ice".